# Broadway (film, 1929)
Pour les articles homonymes, voir Broadway (homonymie).
Pour plus de détails, voir Fiche technique et Distribution.
Broadway est un film américain réalisé par Paul Fejos, sorti en 1929.

## Synopsis
Roy Lane et Billie Moore, animateurs de la discothèque Paradise, sont amoureux et répètent un numéro ensemble. Un soir, en retard au travail, Billie est sauvée du licenciement par Nick Verdis, le propriétaire du club, grâce à l'intervention de Steve Crandall, un bootlegger, qui aimerait avoir une liaison avec la jeune fille. "Scar" Edwards, dépouillé d'un camion d'alcool de contrebande par le gang de Steve, arrive au club pour une confrontation avec Steve et reçoit une balle dans le dos. Steve donne un bracelet à Billie pour oublier qu'elle l'a vu aider un ivrogne  du club. Bien que Roy soit arrêté par Dan McCorn, il est ensuite libéré grâce au témoignage de Billie. Nick est assassiné par Steve. Billie est témoin du meurtre, mais reste silencieuse sur ces sales affaires jusqu'à ce qu'elle découvre que la prochaine cible de Steve est Roy. Billie est déterminée à raconter son histoire à la police avant que Roy ne meure, mais Steve n'est pas sur le point de laisser passer cela et la kidnappe. Steve, dans sa voiture, se fait tirer dessus depuis un taxi et, entendu par Pearl, il avoue avoir tué Edwards. Pearl confronte Steve dans le bureau de Nick et le tue. McCorn, trouvant le corps de Steve, insiste sur le fait qu'il s'est suicidé, exonérant Pearl et laissant Roy et Billie à la réussite de leur acte.

## Fiche technique
- Titre français : Broadway
- Réalisation : Paul Fejos
- Scénario : Tom Reed, Edward T. Lowe Jr. et Charles Furthman d'après la pièce de Philip Dunning et George Abbott
- Photographie : Hal Mohr
- Montage : Robert Carlisle et Edward L. Cahn
- Producteur : Carl Laemmle Jr.
- Société de production : Universal Pictures
- Société de distribution : Universal Pictures, Deutsche Universal-Film (Allemagne)
- Pays de production :  États-Unis
- Budget: 1 000 000 $ (estimé)
- Format : Noir et blanc + quelques scènes en couleurs (Technicolor) — 35 mm — 1,20:1 — Son : Mono (MovieTone)
- Durée : 104 minutes
- Genre : Film policier, Film musical
- Dates de sortie : 
  - États-Unis : 27 mai 1929 (New York, première) / 15 septembre 1929 (sortie nationale)
  - Royaume-Uni : 24 août 1929 (Londres)
  - Japon : octobre 1929
  - France : 7 mars 1930

## Distribution
- Glenn Tryon : Roy Lane
- Evelyn Brent : Pearl
- Merna Kennedy : Billie Moore
- Thomas E. Jackson : Dan McCorn
- Robert Ellis : Steve Crandall
- Otis Harlan : 'Porky' Thompson
- Paul Porcasi : Nick Verdis
- Fritz Feld : Mose Levett
- Leslie Fenton : 'Scar' Edwards
- Arthur Housman : Dolph
- Betty Francisco : Mazie
- George Davis : Joe, le serveur
- Rosina Lawrence (non créditée)
- George Ovey (non crédité)

## Distinctions
- National Board of Review: Top Ten Films 1929